# Cantón de La Roche-sur-Yon-Norte
El cantón de La Roche-sur-Yon-Norte era una división administrativa francesa, que estaba situada en el departamento de Vandea y la región de Países del Loira.

## Composición
El cantón estaba formado por dos comunas, más una fracción de la comuna que le daba su nombre:
- La Roche-sur-Yon (fracción)
- Mouilleron-le-Captif
- Venansault

## Supresión del cantón de La Roche-sur-Yon-Norte
En aplicación del Decreto n.º 2014-169 de 17 de febrero de 2014, el cantón de La Roche-sur-Yon-Norte fue suprimido el 22 de marzo de 2015 y sus 3 comunas pasaron a formar parte del nuevo cantón de La Roche-sur-Yon-1.